# 50768 Ianwessen
50768 Ianwessen è un asteroide della fascia principale. Scoperto nel 2000, presenta un'orbita caratterizzata da un semiasse maggiore pari a 2,6398484 au e da un'eccentricità di 0,0737800, inclinata di 12,64399° rispetto all'eclittica.
L'asteroide era stato inizialmente battezzato 50768 Ianwesson per poi essere corretto nella denominazione attuale.
L'asteroide è dedicato a Ian Remington Wessen, studente che per sei settimane ha cooperato con il team dell'Europa Jupiter System Mission.